# Belval-en-Argonne
Belval-en-Argonne ist eine französische Gemeinde mit 44 Einwohnern (Stand 1. Januar 2022) im Département Marne in der Region Grand Est. Sie gehört zum Arrondissement Châlons-en-Champagne und zum Kanton Argonne Suippe et Vesle. 

## Lage
Die Gemeinde liegt in den südlichen Ausläufern der Argonnen an der Grenze zum Département Meuse nahe der Aisne-Quelle.
Sie ist umgeben von folgenden Nachbargemeinden: 
|              | Les Charmontois                             |                  |
| Le Châtelier | Kompassrose, die auf Nachbargemeinden zeigt | Lisle-en-Barrois |
|              | Sommeilles                                  |                  |

## Bevölkerungsentwicklung

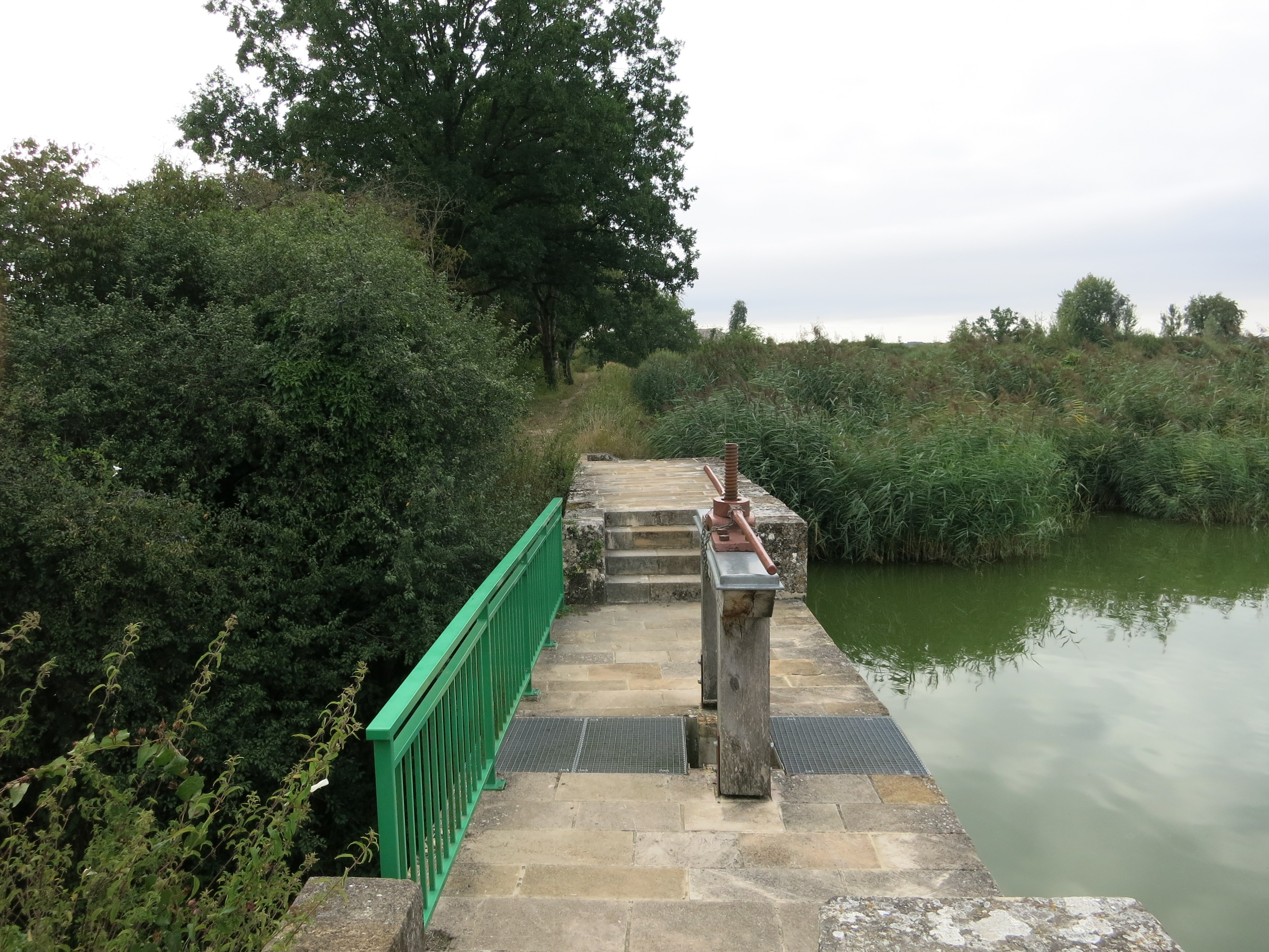
Ablassschleuse am Étang de Belval

| Jahr                       | 1962 | 1968 | 1975 | 1982 | 1990 | 1999 | 2008 | 2018 |
| -------------------------- | ---- | ---- | ---- | ---- | ---- | ---- | ---- | ---- |
| Einwohner                  | 126  | 104  | 73   | 56   | 59   | 47   | 56   | 46   |
| Quellen: Cassini und INSEE |      |      |      |      |      |      |      |      |